# Augustinern 20 (Quedlinburg)

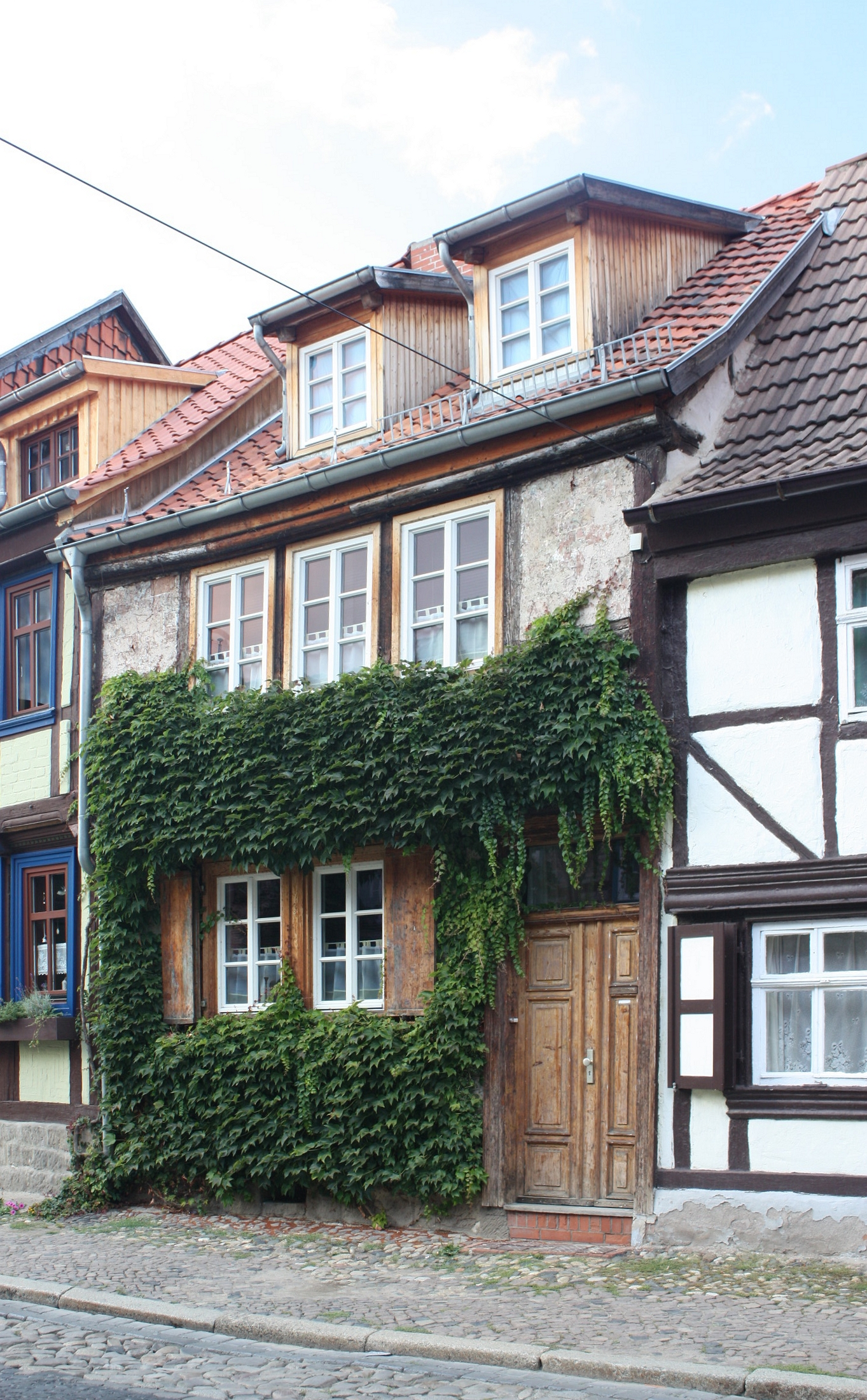
Haus Augustinern 20

Das Haus Augustinern 20 ist ein denkmalgeschütztes Gebäude in der Stadt Quedlinburg in Sachsen-Anhalt.

## Lage
Es befindet sich im nördlichen Teil der historischen Quedlinburger Neustadt und gehört zum UNESCO-Weltkulturerbe. Im Quedlinburger Denkmalverzeichnis ist es als Handwerkerhof eingetragen. Westlich grenzt das gleichfalls denkmalgeschützte Haus Augustinern 19, östlich das Haus Augustinern 21 an.

## Architektur und Geschichte
Das zweigeschossige Fachwerkhaus wurde in der Zeit um das Jahr 1700 erbaut. An der Fassade des sechs Gebinde umfassenden Gebäudes finden sich neben der Stockschwelle profilierte Füllhölzer und Pyramidenbalkenköpfen. Der Hauseingang befindet sich im rechten Gebäudeteil, die Haustür selbst stammt aus dem Zeitraum um 1900.
Hofseitig stehen zwei weitere aus dem 18. und 19. Jahrhundert stammende Fachwerkhäuser. 